# Поляки (Ухоловский район)
Поляки — деревня в Ухоловском районе Рязанской области России. Входит в состав Калининского сельского поселения.

## География
Деревня находится в южной части Рязанской области, в лесостепной зоне, в пределах Окско-Донской равнины, на берегах реки Пожвы, на расстоянии примерно 15 километров (по прямой) к северо-востоку от посёлка городского типа Ухолово, административного центра района. Абсолютная высота — 146 метров над уровнем моря.

### Климат
Климат характеризуется как умеренно континентальный, относительно сухой, с тёплым летом и умеренно холодной зимой. Среднегодовая температура воздуха — 3,8 °C. Средняя температура воздуха самого холодного месяца (января) — −13,5 °C; самого тёплого месяца (июля) — 20 °C (абсолютный максимум — 40 °C). Среднегодовое количество осадков — 700 мм, из которых две трети выпадает в тёплый период. Снежный покров образуется в конце ноября и держится в течение 135 дней.

### Часовой пояс
Деревня Поляки, как и вся Рязанская область, находится в часовой зоне МСК (московское время). Смещение применяемого времени относительно UTC составляет +3:00.

## Население
| 1859 | 1897 | 1906 | 2010 |
| ---- | ---- | ---- | ---- |
| 701  | ↘596 | ↘576 | ↘33  |

### Национальный состав
Согласно результатам переписи 2002 года, в национальной структуре населения русские составляли 100 % из 61 чел.